# Веттій Руфін
Веттій Руфін (*Vettius Rufinus, д/н — після 323) — державний діяч часів Римської імперії періоду домінату.

## Життєпис
Походив з аристократичного роду Веттіїв. Син або небіж Гая Веттія Коссінія Руфіна, консула 316 року до н. е., та Петронії Пробіани. Завдяки багатству та знатності батька та родини зумів зробити гарну кар'єру, перебуваючи в Італії. Підтримував імператора Костянтина I на противагу Ліцинію I.
У 323 році стає консулом (разом з Ацилієм Севером). Напевне, надаючи почесні, проте вже не досить впливові посади Костянтин I мав намір привернути на свій бік впливові римські роди Веттіїв, Петроніїв Пробів та Ациліїв. Про подальшу діяльність Веттія Руфіна відсутні відомості.

## Родина
Дружина — Агорія.
Діти:
- Веттій Агорій Претекстат